# Journal for Nature Conservation
Das Journal for Nature Conservation ist eine begutachtete, internationale Fachzeitschrift für Internationalen Naturschutz. Das Heft wurde 1990 als Zeitschrift für Ökologie und Naturschutz zunächst in deutscher Sprache ins Leben gerufen und erscheint seit 2002 auf Englisch.
Das Journal befasst sich mit Techniken und Methoden des modernen Internationalen Naturschutzes. Es schlägt eine Brücke zwischen Wissenschaft und Praxis und verbindet Naturschutz-Theorie, Politiken (policy) und Management sowie das Thema Biodiversität mit sozioökonomischen Konzepten.
Veröffentlicht werden „Research papers“, Diskussionspapiere und methodische Beiträge, sowie kurze Informationen aus dem internationalen Naturschutz. Der fachliche Hintergrund umspannt die Felder Landschaftsökologie, Renaturierungsökologie, Theoretische Ökologie, Ökologische Modellierung, Ökologische Ökonomie, Naturschutzbiologie, Wildtiermanagement, Umweltplanung, Naturschutzpolitik und Umweltbildung.
Die Zeitschrift hat einen Impact Factor von 2,8 und lag auf Rang 68 von 199 Naturschutzzeitschriften.

## Redaktion
- Chefredakteur Antonio Machado, Department of Ecology, University of La Laguna
- Cathal O’Mahony, Coastal and Marine Research Centre, University College, Cork, Haulbowline Naval Base, Ireland

Herausgeber (3/2011):
- Keith Kirby, Natural England, Northminster House, Peterborough, UK
- Manfred Niekisch, Zoologischer Garten Frankfurt, Frankfurt am Main
- Dirk Wascher, Alterra – Green World Research, Wageningen, The Netherlands